# Muhr und Bender
Muhr und Bender KG er en tysk underleverandør til bilindustrien med hovedkvarter i Attendorn. De er verdensførende i produktion af letvægtsfjederkomponenter. De har 14.000 ansatte på 48 lokaliteter og i 2020 var deres omsætning på 2,08 mia. euro.